# Bánašov bok

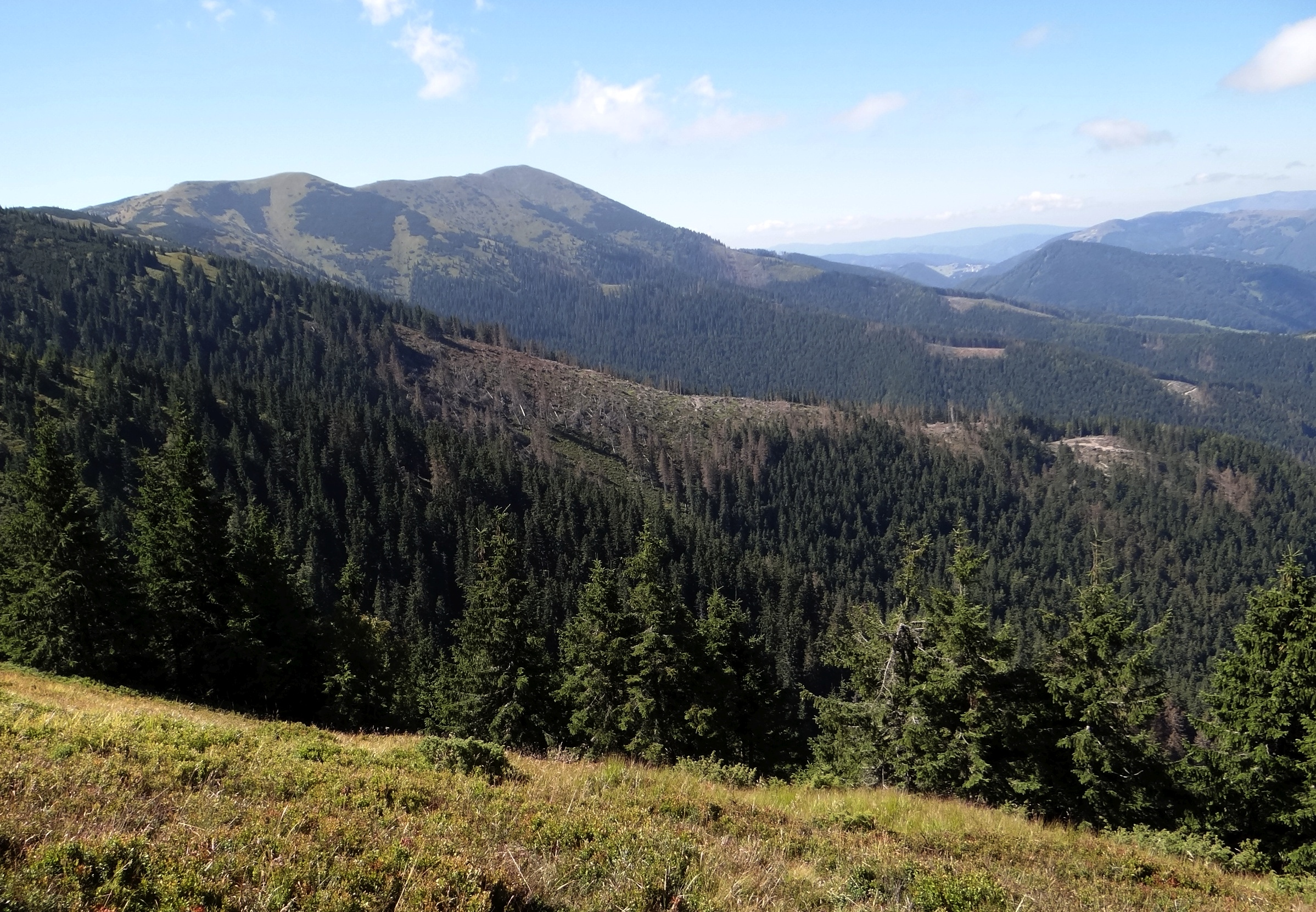
Veľká Chochuľa i Bánašov bok

Bánašov bok – północny grzbiet Wielkiej Chochuli (1753 m) w masywie  Prašivá w zachodniej części Niżnych Tatr na Słowacji. Poprzez wierzchołek 1134 m opada do szczytu Lysa (1105 m). Na mapach jest zaznaczony jako wierzchołek z wysokością 1233 m, nie jest to jednak wierzchołek, lecz tylko punkt załamania grani, w którym zmniejsza się jej stromość i grań wypłaszcza się.
Bánašov bok oddziela dolinę potoku Banské od doliny jednego z cieków potoku Patočiny. Jego górna część jest bezleśna, porośnięta kosodrzewiną, lub trawiasta. Dolną częścią z miejscowości Liptovská Lúžna biegnie nieznakowana ścieżka, która ślepo kończy się na wysokości 1233 m, na mapach opisanej jako Bánašov bok.